# Никола Мустаков
Никола Хаджииванов Мустаков е български търговец и земевладелец.

## Биография
Той е вторият по големина син в семейството на хаджи Иван и Елена Мустакови. Негови братя са търговците Никифор, Христофор, Димитър и Константин Мустакови. До 1815 г. прекарва по-голяма част от времето си в Руската империя, където представя търговските интереси на фамилията. До 1812 г. живее в Москва, а след това се премества по поречието на Волга, където намерил селища, чийто жители все още говорели език, близък до българския и се обличали почти по същия начин както и съвременните българи.
По време на Руско-турската война от 1806 – 1812 г. участва в набирането на българи доброволци в руската армия, помагайки на майор Яри да формира военно поделение от българи. През 1815 г. се завръща във Влашко и получава като наследство от баща си хана Габровени. Още преди 1810 г. започва да инвестира част от капитала си в мошии. Купува и мошията Бънещи. Умира около 1827 – 1828 г. в Букурещ.